# Cursets de Cristiandat

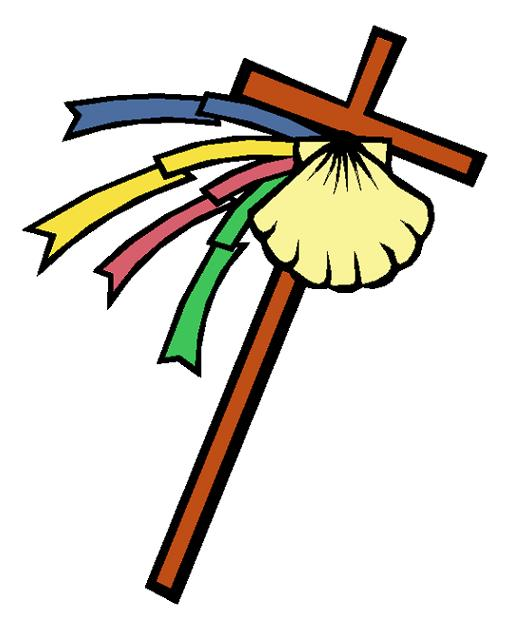
Logotip de l'organització cristiana.

El Moviment de Cursets de Cristiandat (MCC) és un moviment eclesial de difusió mundial que actua al si de l'Església catòlica. Es gestà a Espanya entre el 1940 i el 1949 i s'inicià amb la celebració del "primer curset" del 7 al 10 de gener del 1949 al Monestir de Sant Honorat, a Mallorca.
Els estatuts del moviment foren aprovats solemnement per Pau VI el 14 de desembre del 1963 quan, a més a més, nomenà Sant Pau Apòstol com el seu patró. Poc després se celebrà la primera Ultreia (nom que es dona a les reunions) mundial a Roma (1966), amb 4.000 participants, en senyal d'agraïment i comunió amb el Papa.

## Objectius i metodologia
El primer objectiu de l'MCC és fer possible que la persona conegui i visqui allò fonamental cristià mitjançant l'anunci kerigmàtic de l'esdeveniment de Crist, per la via de l'amistat i de la trobada comunitària.
No es tracta, però, només que el creient conegui i visqui la seva fe privadament o en un grup tancat, sinó que, a més a més —segon objectiu—, ha de ser "ferment en els ambients", difonent la seva fe viscuda i convidant a la trobada amb Crist.
Per arribar a aquests objectius l'MCC segueix una metodologia classificada en tres etapes: pre-curset, curset i post-curset.
- El pre-curset és la recerca i preparació dels candidats a participar en el curset, perquè aquest tingui més eficàcia.
- El curset: una trobada puntual, de tres dies de durada, en la qual s'exposa allò bàsic de la fe cristiana mitjançant ensenyaments, testimonis, oració i posades en comú.
- El post-curset és la manera d'assegurar la conversió i els fruits del curset, procurar la inserció en una comunitat eclesial i la col·laboració en evangelitzar la societat. Això s'aconsegueix a través de dos instruments: la reunió de grup i l'Ultreia. La reunió de grup és un petit grup de persones que, a través de l'amistat i l'ajuda mútua, procuren créixer en llur vida cristiana. I la Ultreia és una gran comunitat en què es reuneixen les reunions de grup, i on se celebra, viu i es forma la fe.

## Història del Moviment

### Orígens
A començaments del 1936, Manuel Aparici, president nacional dels joves d'Acció Catòlica, en companyia del cardenal Pacelli, proposà a Pius XI una massiva peregrinació de joves al sepulcre de Santiago de Compostel·la. La idea fou ben rebuda, però no pogué realitzar-se fins a l'agost del 1948 a causa de la Guerra Civil Espanyola i la Segona Guerra Mundial. Durant aquells anys en què es retardà el projecte, l'Acció Catòlica organitzà, en moltes de les diòcesis d'Espanya, uns cursets anuals anomenats Cursets d'Avançats de Pelegrins.
Aquestes trobades tingueren un èxit especial a Mallorca, on foren prenent identitat pròpia gràcies als seus responsables, laics i sacerdots, que es reunien en una Escola Diocesana de Dirigents per preparar, revisar, corregir i perfeccionar aquests cursets preparatoris a la peregrinació a Santiago. Hi afegiren retirs, assemblees i peregrinacions, que foren donant una nova identitat a aquests cursos, tenint especial transcendència el Congrés de Lluc els dies 24 i 25 d'abril del 1948, amb la participació de 3.000 joves mallorquins, i preludi immediat del Camí de Santiago que, per fi, se celebrà aquell any.
D'aquell grup d'iniciadors de l'MCC que fou l'Escola Diocesana de Dirigents formaven part laics i sacerdots, entre els primers a destacar hi ha Eduardo Bonnín Aguiló i, d'entre els pastors, Juan Hervás y Benet, bisbe de Mallorca, i Sebastián Gayá Riera, prevere. Els tres són considerats com els iniciadors del Moviment de Cursets de Cristiandat.
La peregrinació a Santiago plantejada feia ja més de deu anys pogué realitzar-se el 1948. Del 25 d'agost al 3 de setembre peregrinen 70.000 joves espanyols, 700 d'ells de Mallorca. L'èxit d'aquesta convocatòria i la celebració de la X Assemblea Diocesana de Mallorca celebrada el novembre d'aquell any foren l'empenta definitiva per posar en marxa els Cursets de Cristiandat.